# Серух
Серу́х, Серуг, Шеруг (др.-евр. ‬и ивр. שרוג‎ [ʃərūḡ], рус. ветвь) — библейский персонаж.
По Книге Бытия — сын Рагава (сына Фалека) и отец Нахора (Быт. 11:20—23). Он также является прадедом Авраама.
По Книге Праведного — сын Йена (сына Фалека).
В Книге Юбилеев, указаны имена его матери Ара и жены Мелки, и что Мелка была дочерью Кгебера и его двоюродной сестры. В ней также говорится, что  ему было наречено имя Серух, ибо он удалился, чтобы свободнее совершать грех и злодеяние. Также сказано, что Серух обратился к идолопоклонству и обучал своего сына Нахора предсказанию и гаданию по знамениям неба.
В Книге Бытия упоминается единожды в родословиях, другие тексты (Хроника Иоанна Малалы, Хроника Георгия Амартола, затем русские летописи и проч) дают ему расширенную биографию человека, который, как и его сын Нахор занимался изготовлением и продажей статуй идолов: «Серух первый нача творити кумиры в роде своём во имя храбрых человек, дабы имя их не безпамятно было».
Согласно масоретскому тексту Библии он жил 230 лет, Септуагинта указывает, что он дожил до 330 лет.